# Ștefan cel Mare (okręg Bacău)
Ștefan cel Mare – wieś w Rumunii, w okręgu Bacău, w gminie Ștefan cel Mare. W 2011 roku liczyła 831 mieszkańców.